# Stegen (Schwandorf)
Stegen ist ein Ortsteil der Stadt Schwandorf im Landkreis Schwandorf (Oberpfalz). Der Weiler liegt 7 km südlich der Stadt an der Naab und westlich der BAB 93.

## Geschichte
Zu Stegen bestand ein Eisenhammer, der als Mitglied der Oberpfälzer Hammereinigung von 1387 erwähnt wird. Dazu heißt es: „Gebhart Reich mit dem hamer zu den Stegen“. Aus einem Bericht des Johann German Barbing an den Kurfürst Ferdinand Maria vom 16. Januar 1666 heißt es: „Steegen. In dieser Hofmark hat sich vor langen Jahren zu St. ein Hammer befunden, jetzt aber ist eine Mühle daraus gemacht worden; der Hammer, wovon man nicht einen Stein-Haufen mehr sieht, wird nicht mehr erbaut werden können.“
Anstelle der Mühle besteht heute ein E-Werk, welches das Wasser der Naab nutzt.